# Катастрофа Boeing 737 в Лагосе
Катастрофа Boeing 737 в Лагосе — крупная авиационная катастрофа, произошедшая в субботу 22 октября 2005 года. Авиалайнер Boeing 737-2L9 авиакомпании Bellview Airlines выполнял внутренний рейс BLV210 по маршруту Лагос—Абуджа, но через 16 минут после взлёта пропал с радаров, перед этим успев передать сигнал бедствия. После 12 часов поисков обломки рейса 210 были обнаружены в провинции Ойо недалеко от Лагоса. Погибли все находившиеся на его борту 117 человек — 111 пассажиров и 6 членов экипажа.

## Самолёт

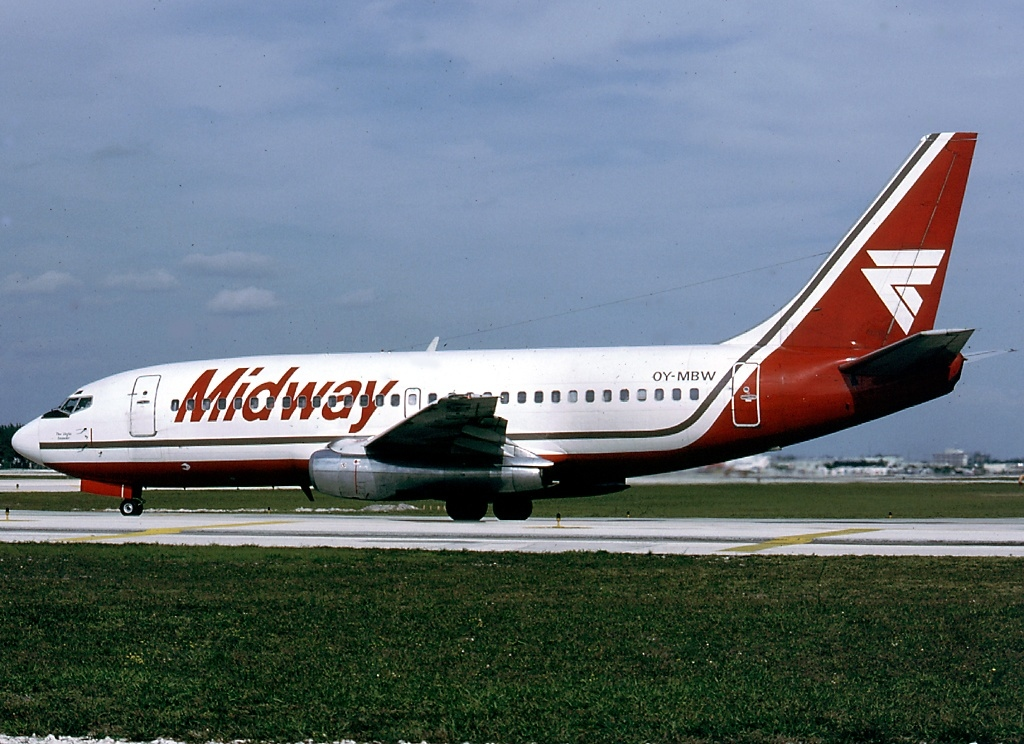
Разбившийся самолёт в 1987 году (в период эксплуатации в Midway Airlines)

Boeing 737-2L9 (регистрационный номер 5N-BFN, заводской 22734, серийный 818) был выпущен в 1981 году и свой первый полёт совершил 13 ноября. Оснащён двумя турбореактивными двигателями Pratt & Whitney JT8D-17. 25 ноября того же года был передан авиакомпании Maersk Air, где получил б/н OY-MBW. От неё с 11 сентября 1985 года по 13 ноября 1988 года сдавался в лизинг авиакомпании Midway Airlines. 27 апреля 1989 года был куплен авиакомпанией Dragonair (борт VR-HYM). Также эксплуатировался авиакомпаниями:
- Aero Costa Rica — с 1 сентября 1993 года по 3 июня 1996 года,
- Isleña de Aviación — с июля по октябрь 1995 года (сдавался в лизинг от Aero Costa Rica),
- Halisa Air — с января по 3 июня 1996 года (во всех летал под постоянным б/н N171PL),
- Frontier Airlines — с 3 июня 1996 года по 6 апреля 2003 года (изначально летал под б/н N171PL, но в июле 1996 года был перерегистрирован и его б/н сменился на N271FL).

6 апреля 2003 года был куплен авиакомпанией Bellview Airlines, в которой получил бортовой номер 5N-BFN и имя Resilence. На день катастрофы совершил 36 266 циклов «взлёт-посадка» и налетал 55 772 часа.

## Экипаж и пассажиры
Состав экипажа рейса BLV210 был таким:
- Командир воздушного судна (КВС) — 48-летний Имасуен Ламберт (англ. Imasuen Lambert), нигериец. Очень опытный пилот, в Bellview Airlines с октября 2004 года. Управлял самолётами Falcon 20, BAC 1-11 и Boeing 707. В должности командира Boeing 737 — с 9 ноября 2004 года. Налетал 13 429 часов, 1053 из них на Boeing 737.
- Второй пилот — 41-летний Эшун Эрнест (англ. Eshun Ernest), ганец. Опытный пилот, управлял самолётами Cessna 152, Cessna 172 Cessna 310. Налетал 762 часа, 451 из них на Boeing 737.

Также в кабине присутствовал 57-летний бортинженер Санни Стив (англ. Sanni Steve), эфиоп.
В салоне самолёта работали три бортпроводника.
| Гражданство    | Пассажиры | Экипаж | Всего |
| -------------- | --------- | ------ | ----- |
| Нигерия        | 96        | 4      | 100   |
| Гана           | 9         | 1      | 10    |
| Великобритания | 2         | 0      | 2     |
| Эфиопия        | 0         | 1      | 1     |
| Германия       | 1         | 0      | 1     |
| ЮАР            | 1         | 0      | 1     |
| Мали           | 1         | 0      | 1     |
| США            | 1         | 0      | 1     |
| Всего          | 111       | 6      | 117   |